# Stefan Szelestowski
Stefan Szelestowski (ur. 11 listopada 1900 w Warszawie, zm. 7 października 1987 w Gniewie) – polski sportowiec, lekkoatleta i pięcioboista, dwukrotny olimpijczyk.

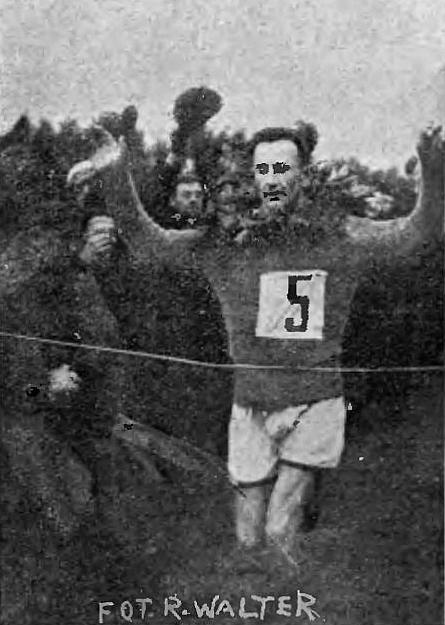
Stefan Szelestowski na mecie pierwszego w Polsce biegu maratońskiego w 1924

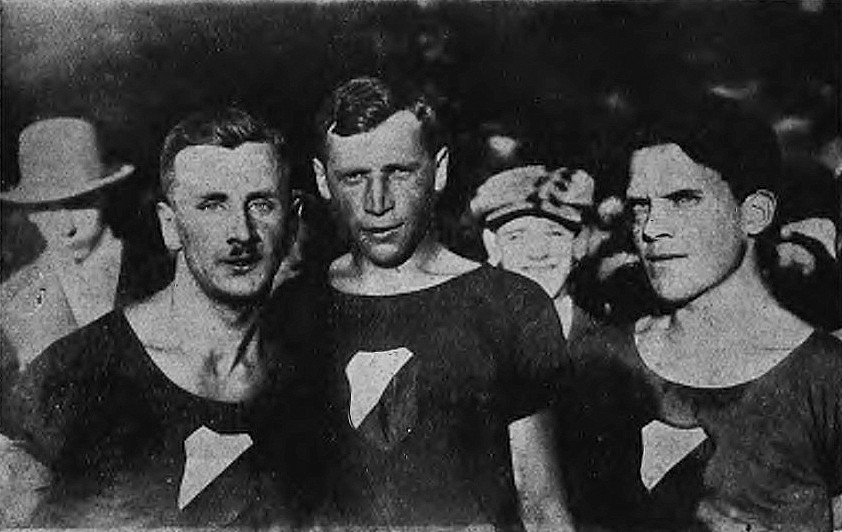
Zawodnicy Polonii – od lewej: Stefan Szelestowski, Władysław Banaszkiewicz, Julian Łukaszewicz (1925)

## Życiorys
Był synem Jana i Franciszki z Barabaszów. Studiował na wydziałach prawa i filozofii Uniwersytetu Jagiellońskiego. Uczęszczał do Gimnazjum Rontalera w Warszawie, ukończył szkołę średnią w Żytomierzu.
Służył w Legionach Polskich i uczestniczył w powstaniach śląskich. Był podoficerem zawodowym w 1 Pułku Szwoleżerów Józefa Piłsudskiego w stopniu starszego wachmistrza.
Ukończył kurs szermierki w Centralnej Szkole Wojskowej Gimnastyki i Sportu w Poznaniu w 1925 oraz inne kursy instruktorskie we Włoszech, Niemczech, Finlandii, Austrii, Francji i Danii. Ukończył też szkołę filmową. Był dyplomowanym instruktorem szermierki, boksu, łyżwiarstwa i gier zespołowych oraz trenerem pływania i lekkoatletyki.

## Osiągnięcia sportowe
Jako lekkoatleta specjalizował się w biegach długodystansowych. Startował (bez sukcesów) na Igrzyskach Olimpijskich w 1924 w Paryżu w biegu na 5000 metrów i w biegu na 3000 metrów drużynowo (razem z Julianem Łukaszewiczem i Stanisławem Zifferem).
Był pierwszym zwycięzcą biegu maratońskiego, zorganizowanego w Polsce w 1924 na trasie Rembertów-Zegrze i z powrotem, przebiegającego w niekorzystnych warunkach zarówno atmosferycznych (deszcz, wiatr) jak i technicznych (nierówna szosa, brak konkurencji z uwagi na tylko ośmiu startujących); uzyskał wynik 3:13:10,5, wyprzedzając o blisko godzinę następnego rywala. Był dwukrotnym mistrzem Polski w biegu maratońskim oraz biegu przełajowym, oba tytuły zdobył w 1924. Czterokrotnie był wicemistrzem: na 10 000 metrów w 1927, 1928 i 1929 oraz w biegu przełajowym w 1927, a dwa razy brązowym medalistą (na 3000 metrów z przeszkodami w 1923, 5000 metrów w 1928). Wystąpił w dwóch meczach międzypaństwowych reprezentacji Polski.
Był rekordzistą Polski w biegu na 2000 metrów (6:01,4 w 1926), na 10 000 m (34:27,6 w 1925), 20 000 metrów (1:18:35,7 w 1923), 30 000 metrów (2:07:19,0 w 1924) i maratonie (3:13:10,5 w 1924).
Rekordy życiowe:
- bieg na 5000 metrów – 16.11,0
- bieg na 10 000 metrów – 33.24,4
- maraton – 3:13.10,5
- bieg na 3000 metrów z przeszkodami – 11.55,0

Szelestowski odniósł wiele sukcesów w pięcioboju nowoczesnym. Był trzykrotnym mistrzem Polski w latach 1926, 1927 i 1928. Startował w tej dyscyplinie na Igrzyskach Olimpijskich w 1928 w Amsterdamie, zajmując 26. miejsce (wygrał wówczas bieg przełajowy).

## Wojna i po wojnie
Brał udział w kampanii wrześniowej. W czasie okupacji niemieckiej prowadził szkołę gimnastyki, w której akompaniował Stefan Kisielewski, był także właścicielem statku pływającego po Wiśle. Na skutek denuncjacji został aresztowany w Milanówku i skazany na śmierć przez rozstrzelanie. Przed karą śmierci uchroniło go spotkanie z oficerem gestapo Gerhardem Stabenowem, znajomym z czasów trenowania szermierki. S. Szelestowski był żołnierzem Armii Krajowej. Po wojnie był organizatorem sportu na Pomorzu Gdańskim, m.in. uczył pływania we własnej szkole. Pracował jako trener w Gdańsku. Pochowany na cmentarzu komunalnym w Sopocie (kwatera L3-4-13).

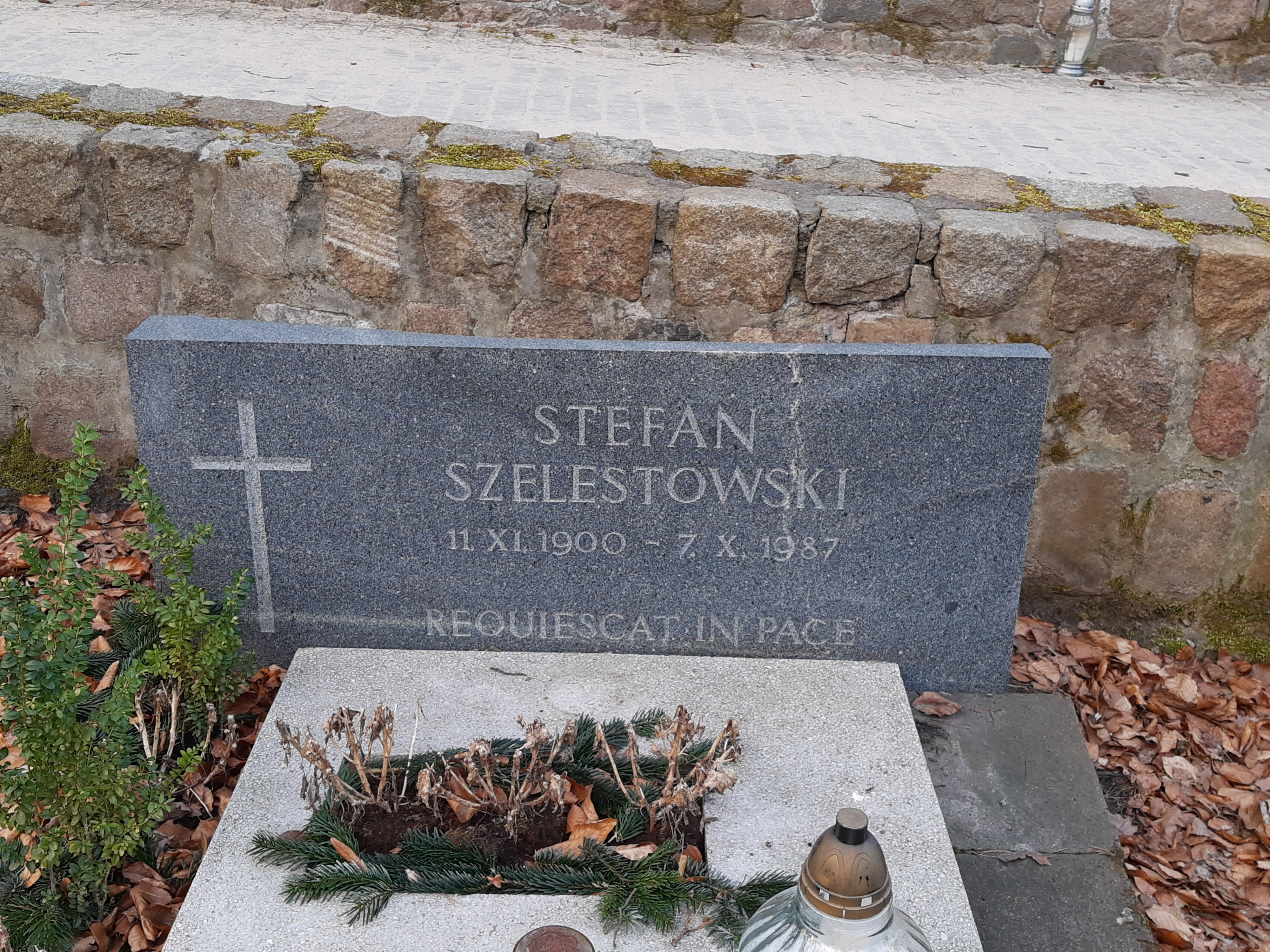
Grób Stefana Szelestowskiego na cmentarzu komunalnym w Sopocie

## Odznaczenia
- Krzyż Zasługi